# 线粒体核糖体
线粒体核糖体是存在于真核细胞线粒体内的一种核糖体，负责完成线粒体这种细胞器中进行的翻译过程。线粒体核糖体的沉降系数介干55S-56S之间，是已发现的沉降系数最小的核糖体。
不同生物的线粒体核糖体在组成与物理化学性质等方面的差异均比细胞质核糖体的大。

## 历史
在线粒体核糖体被发现之前，研究人员已分别在真核细胞的细胞质中和原核细胞中发现80S核糖体和70S核糖体。
1967年，O'Brien和Kalf等在大鼠肝脏细胞的线粒体中发现核糖体。当核糖体首次从细胞器中被分离时，研究人员一度以为这些核糖体是来自于原核生物祖先细胞内的70S核糖体。
1981年，对线粒体核糖体rDNA（人类）的测序结果公布，该测序工作在细胞质核糖体rRNA测序结束前完成。

## 大小
虽线粒体核糖体的沉降系数比70S核糖体的小，但线粒体核糖体并非退化的70S核糖体或所谓的“亚核糖体颗粒”（subribonsomal particle）。实际上，线粒体核糖体质量与体积都比70S核糖体的大。
线粒体核糖体之所以具有较小的沉降系数，很大程度上是因为其蛋白质含量较高而RNA分子较小。

## 组成
一般的线粒体核糖体由28S核糖体亚基（小亚基）和39S核糖体亚基（大亚基）组成。在这类核糖体中，rRNA约占25%，核糖体蛋白质（简称“RP”）约占75%。线粒体核糖体是已发现的蛋白质含量最高的一类核糖体。
线粒体核糖体中含有2-3种rRNA和85种RP。另有研究认为人类线粒体核糖体只含有78种RP。线粒体核糖体蛋白质（简称“MRP”）可根据它们在核糖体自组装过程中与rRNA结合的先后顺序分为初级结合蛋白、次级结合蛋白等几类。在线粒体核糖体39S亚基中，L7、L13、L14、L21、L26与L44已被证实是初级结合蛋白，而L8、L11、L28、L35、L40、L49与L50则被证实是次级结合蛋白。线粒体核糖体28S亚基中含有长度约为950nt的12S MT-RNR1，而39S亚基中则含有长度约为1560nt的16S MT-RNR2。高等植物的线粒体中另外含有一种沉降系数也为5S，但与该rRNA细胞质核糖体的5S rRNA不同。

## 基因与表达
线粒体核糖体各组分由分别属于细胞核与细胞质的两个基因组编码，所以线粒体核糖体需要两个基因组共同表达来形成。哺乳动物细胞核中编码线粒体核糖体各组分的基因比其编码80S核糖体的基因以更快的速度进化着。
部分生物（例如哺乳动物）的线粒体核糖体中的所有核糖体蛋白质皆由核基因编码，并由80S核糖体合成。这些核糖体蛋白质需从细胞质基质中运送到线粒体内以完成线粒体核糖体的装配。也有一些生物（部分植物）的线粒体基因组中基因含量高，能够编码核糖体蛋白、tRNA、参与转录和翻译的蛋白质，对于这些物种的线粒体核糖体而言，细胞核基因组只编码其部分核糖体蛋白。

## 抗生素抗性
虽然比起80S核糖体，哺乳动物的线粒体核糖体与原核生物的70S核糖体更相似，它们仍能因对蛋白质生物合成抑制剂类抗生素敏感程度的不同而被区分开来。但一些抗生素不仅与抑制70S核糖体，还能抑制线粒体核糖体。所以，部分治疗细菌等病原体入侵造成的感染的抗生素对患者有一定的副作用（如使用氯霉素可能引发再生障碍性贫血，而使用氨基糖苷类抗生素则具有耳毒性等）。

## GTP亲和性
线粒体核糖体中含有对三磷酸鸟苷（简称“GTP”）具有很强亲和力的GTP结合位点。其中，牛的线粒体核糖体28S亚基GTP亲和力为Kd=17±5.8nM，而39S亚基GTP亲和力为Kd=15.3±2.8nM。这种高度的亲和性是70S核糖体及80S核糖体所没有的。已有研究发现牛线粒体核糖体的其中一个GTP结合位点在28S亚基的S5蛋白上。S5是线粒体核糖体独有的RP，70S核糖体或80S核糖体中都不存在该RP的同源蛋白质，其结合GTP的作用未知。